# Antiguo monasterio de Shuamta
El antiguo monasterio de Shuamta (en georgiano: ძველი შუამთა) es un monasterio ortodoxo georgiano en la región de Kakheti. Se encuentra en una montaña boscosa a unos 1015 m sobre el nivel del mar, 5 kilómetros al oeste de la ciudad de Telavi. 

## Historia
Shuamta significa entre las montañas, lo que se refiere claramente a la ubicación aislada y pintoresca de los tres edificios del Antiguo Monasterio de Shuamta en medio de los bosques caducifolios de Gombori.
El complejo monástico contiene una basílica del siglo V y dos iglesias con cúpulas, ambas del siglo VII. La iglesia más grande con forma de cúpula es similar en tipo y arquitectura al monasterio georgiano de Jvari. Todas las iglesias del monasterio están construidas en piedra tallada. Fue abandonado en el siglo XVI. La esposa del rey Lewan II fundó un nuevo monasterio con el nombre de Nueva Schuamta. La iglesia principal del nuevo monasterio fue construida de ladrillo. Las paredes están decoradas con frescos. Los edificios del monasterio fueron reparados por Erekle II. En 2008, el Antiguo Monasterio de Shuamta fue restaurado. 